# King Crimson
King Crimson (рус. Кинг кримзон, на английском читается Кин Кримзн (kɪŋ 'krɪmz(ə)n); в пер. с англ. малиновый король) — британская рок-группа, созданная в 1968 году в Лондоне и на протяжении полувека много раз полностью поменявшая свой состав, за исключением её неизменного лидера — гитариста-виртуоза Роберта Фриппа. King Crimson оказали сильное влияние на становление прогрессивного рока начала 1970-х годов, в том числе на таких знаменитых современников, как Genesis, Yes и Emerson, Lake & Palmer, и признаётся одной из лучших в этом жанре. Музыканты приобрели большое количество поклонников и несмотря на возраст продолжают вдохновлять последующие поколения исполнителей разных жанров.
Музыкальный критик Брюс Эдер: «Если и есть группа, олицетворяющая прогрессивный рок, то это King Crimson. Под руководством виртуоза гитары и меллотрона Роберта Фриппа в течение первых пяти лет своего существования группа расширила язык и структуру рока до сфер джаза и классической музыки, избегая при этом поп-музыки и психоделических чувств. Отсутствие мейнстримных компромиссов и явного чувства юмора в конечном итоге обрекли группу на не более чем большое количество поклонников, но сделали их альбомы одними из самых устойчивых и респектабельных в эпоху прог-рока».
Основанная в 1968 году Робертом Фриппом, Майклом Джайлзом, Грегом Лейком, Иэном Макдоналдом и Питером Синфилдом, группа изначально сосредоточилась на драматическом звучании, наслоенном меллотроном, саксофоном и флейтой Макдональда, а также мощным вокалом Лейка. Их дебютный альбом In the Court of the Crimson King (1969) остается их самым коммерчески успешным и влиятельным релизом, представляющим собой мощную смесь джаза, классической и экспериментальной музыки. После внезапного одновременного ухода Макдоналда и Джайлза (вскоре после этого ушёл и Лейк) следующие три лонгплея In the Wake of Poseidon, Lizard (оба 1970 года) и Islands (1971) были записаны в период нестабильности в составе группы. В середине 1972 года Фрипп распустил текущий состав и изменил инструментарий и подход группы, опираясь на свободную импровизацию и развивая все более сложные композиции. Вместе с Биллом Бруфордом, Джоном Уэттоном, Дэвидом Кроссом и Джеми Мюиром они достигли того, что некоторые считали творческим пиком, в работах Larks’ Tongues in Aspic (1973), Starless and Bible Black (1974) и Red (1974). После этого в конце 1974 года King Crimson распались.
После семи лет бездействия King Crimson возродились в 1981 году с очередной сменой музыкального направления. В новую группу вошли Фрипп, Бруфорд и новые участники Эдриан Белью и Тони Левин. Они испытывали влияние африканской музыки, гамелана, пост-панка и нью-йоркского минимализма. Эта группа просуществовала три года и записала три студийных пластинки: Discipline (1981), Beat (1982) и Three of a Perfect Pair (1984). После этого наступил десятилетий перерыв и группа реформировались в 1994 году, добавив в свой состав Пэта Мастелотто и Трея Ганна. Получившийся секстет, который Фрипп называл The Double Trio, принял участие в ещё одном трёхлетнем цикле деятельности, который включал выпуск диска THRAK (1995) и множество записей концертов. Между 1997 и 2000 годами был перерыв. Четыре участника двойного трио воссоединились в 2000 году как более индустриально-ориентированная группа King Crimson, названная The Double Duo. В этом составе были выпущены альбомы The ConstruKction of Light (2000) и The Power to Believe (2003). После пятилетнего перерыва группа расширилась (в лице нового второго барабанщика Гэвина Харрисона) для тура 2008 года, посвященного 40-летию их образования в 1968 году.
После очередного перерыва (2009—2012), во время которого Фрипп считался ушедшим на пенсию, King Crimson снова собрались вместе в 2013 году, на этот раз в виде септета (а позже и октета) с необычной фронтальной линией из трёх ударных установок и новым вторым гитаристом и певцом Якко Якшиком, который уже имел опыт работы с некоторыми участниками группы в составе коллектива под названием 21st Century Schizoid Band. Эта версия King Crimson продолжала гастролировать с 2014 по 2021 год и выпустила несколько концертных записей.

## История и творчество

### Зарождение (1968—1969)
В августе 1967 года братья Майкл Джайлз (ударник) и Питер Джайлз (певец/басист) решили создать свою собственную группу. Хотя первоначально они давали объявление о поиске «поющего клавишника», в результате к ним присоединился гитарист Роберт Фрипп и таким образом на свет появилась новая группа под названием Giles, Giles and Fripp. Трио записало несколько необычных синглов и один долгоиграющий альбом The Cheerful Insanity of Giles, Giles and Fripp, который не принёс ни коммерческого успеха, ни признания у музыкальных критиков (в одной критической статье группу назвали «одной из миллиона», перефразировав название одной из их песен: «One in a Million»). Интерес к этому альбому, как и ко всему творчеству группы Giles, Giles and Fripp, появился позднее, после шумного успеха King Crimson.
Пытаясь расширить своё звучание, музыканты пригласили Иэна Макдональда, играющего на клавишных, тростях и деревянных духовых инструментах. Макдональд привёл с собой двух новых участников: свою тогдашнюю девушку, бывшую певицу Fairport Convention Джуди Дайбл, чьё недолгое пребывание в группе закончилось, когда они расстались, и Питера Синфилда, совместно с которым он писал песни. Тем временем Фрипп пришёл к выводу о необходимости радикальных перемен в группе и пригласил своего друга Грега Лейка присоединиться к группе, чтобы заменить либо Питера, либо самого Фриппа (Питер Джайлс позже назвал это одним из «миленьких политических ходов» Фриппа). Однако по словам Майкла Джайлза, его брат Питер разочаровался от отсутствия успеха группы и ушёл из неё ещё до того, как Фрипп предложил Лейку занять его позицию.
В результате, в конце 1968 года появилась новая группа под названием King Crimson, в состав которой вошли Роберт Фрипп, Иэн Макдоналд, Грег Лейк, Майкл Джайлз и Питер Синфилд, который не пел и не играл на музыкальных инструментах, но писал тексты. В январе 1969 года группа приступила к репетициям, а её первое концертное выступление состоялось в лондонском «The Speakeasy Club» 9 апреля 1969. Громкая премьера группы состоялась 5 июля того же года на знаменитом открытом концерте в Гайд-парке (Лондон), организованном The Rolling Stones в память об умершем за день до этого гитаристе и основателе группы Брайане Джонсе.

### In the Court of the Crimson King(1969)
В октябре 1969 года на лейбле Island Records вышел первый LP группы, названный In the Court of the Crimson King. В отличие от блюзового хард-рока современной британской и американской сцены, музыка King Crimson основывалась на широком спектре влияний всех пяти участников группы, включая классическую музыку, психоделический рок, фолк, джаз, военную музыку и свободную импровизацию. Стиль вступительной композиция «21st Century Schizoid Man» был охарактеризован как «прото-метал». Гитарист и композитор группы The Who Пит Таунсенд назвал альбом «сверхъестественным шедевром».
После концертов по Англии группа гастролировала по США с различными поп- и рок-исполнителями. Их первое выступление состоялось в Годдард-колледже в Плейнфилде, штат Вермонт. Хотя группа добилась успеха и признания критиков, творческая напряжённость уже нарастала. Джайлз и Макдональд, предпочитающие более лёгкий и романтический стиль, чувствовали себя некомфортно из-за того музыкального направления, в котором Фрипп вёл группу, и покинули её в январе 1970 года после завершения турне по США. Позже Макдональд сказал, что он «вероятно, не был достаточно эмоционально зрелым, чтобы справиться с этим», и принял опрометчивое решение уйти, ни с кем не посоветовавшись. Первоначальный состав отыграл свой последний концерт в Fillmore West в Сан-Франциско 16 декабря 1969 года, чуть больше года после формирования. Концертные записи группы 1969 года были выпущены в 1997 году в концертном бокс-сете Epitaph и в 2010 году в бокс-сете In the Court of the Crimson King.

### In the Wake of PoseidonиLizard(1970)
После ухода Макдональда и Джайлза из группы Фрипп и Синфилд решили записать второй альбом King Crimson, но вокалист Грег Лейк не был уверен в успехе этого направления и начал переговоры с Китом Эмерсоном из The Nice о создании новой группы. Поскольку позиция Лейка была неопределённой, Фрипп и Синфилд начали искать нового вокалиста, в частности, ими рассматривалась кандидатура малоизвестного в то время певца Элтона Джона, но Фрипп отказался от этой идеи после прослушивания его дебютного диска Empty Sky. Лейк согласился остаться в King Crimson до тех пор, пока Эмерсон не выполнит оставшиеся обязательства перед The Nice, после чего он ушёл в трио Emerson, Lake & Palmer.
В мае 1970 года группа King Crimson выпустила свой второй долгоиграющий альбом, названный In the Wake of Poseidon. Грег Лейк исполнил почти все вокальные партии, за исключением лишь композиции «Cadence and Cascade», для которой Фрипп пригласил своего школьного друга Гордона Хаскелла. В записи этого альбома также участвовали Майкл и Питер Джайлз, играющие на барабанах и басу соответственно, саксофонист Мэл Коллинз и джазовый пианист Кит Типпетт. В целом новый альбом получился похожим на предыдущий, но с более выраженным джазовым уклоном. Однако известный критик Роберт Кристгау оценил его выше, чем дебютный, назвав «концептуально более запутанным» и отметив проявившееся разнообразие музыкальных стилей группы. 
В своем ретроспективном обзоре Брюс Эдер (AllMusic) положительно оценил альбом, заявив, что он был лучше спродюсирован, чем дебютный. In the Wake of Poseidon занял 4-е место в Великобритании и 31-е место в США.
Для записи своего третьего альбома Фрипп и Синфилд пригласили в группу нового ударника Энди Маккаллоха, а также несколько сессионных музыкантов, в том числе Кита Типпетта (ему было предложено полноправное членство в группе, но он предпочёл оставаться приглашённым музыкантом). В записи альбома приняли участие также два участника группы Типпета: Марк Чариг (корнет) и Ник Эванс (тромбон). В записи также участвовал Робин Миллер (гобой и английский рожок). Новым вокалистом группы стал Гордон Хаскелл, с которым Фрипп учились в одном классе средней школы им. Королевы Елизаветы в Уимборне близ Борнмута и играл в местной группе под названием The League of Gentlemen. Эта забытая в настоящее время группа существовала в первой половине и середине 1960-х годов и записала лишь один сингл (в 1980 году Фрипп использовал то же название для своего нового коллектива). После того как Хаскелл исполнил вокальную партию в композиции «Cadence and Cascade» в альбоме In the Wake of Poseidon, Фрипп предложил ему стать официальным участником King Crimson для записи альбома Lizard взамен ушедшего Грега Лейка. Однако для исполнения вокальной партии заглавного трека альбома «Prince Rupert Awakes» вокал Хаскелла был сочтён неподходящим и для неё был приглашён Джон Андерсон из группы Yes. Выпущенный в декабре 1970 года, Lizard отличался более сильным влиянием джаза и камерной классики, чем предыдущие записи группы. Он достиг 29-го места в Великобритании и 113-го места в США.

### IslandsиEarthbound(1971—1972)
После записи Lizard Хаскелл покинул группу во время первых репетиций концертного тура после того, как отказался петь вживую с искажениями и электронными эффектами в своём голосе. Вскоре из группы ушёл Маккаллох, и King Crimson остались без певца, басиста и ударника. После долгих поисков на место ударника был найден Иэне Уоллесе, а на место вокалиста взят Боз Баррел, которого Фрипп решил также обучить игре на бас-гитаре (ранее Баррел имел опыт игры на акустической). В новом составе King Crimson начали гастролировать в мае 1971 года, впервые с момента последнего выступления первоначального состава 16 декабря 1969 года. Концерты были хорошо приняты, но музыкальные различия между Фриппом и другими участниками группы, а также своеобразный образ жизни Коллинза, Уоллеса и Баррелла оттолкнули Фриппа, не употребляющего наркотики, который начал социально дистанцироваться от своих товарищей по группе, создавая ещё большую напряжённость.
В декабре 1971 года группа выпустила свой четвёртый диск, названный Islands. Для него Синфилд черпал лирическое вдохновение из «Одиссеи» Гомера, музыкальное вдохновение у джазовых исполнителей, таких как Майлз Дэвис и Ахмад Джамал, а также их залитого солнцем путешествия на Ибицу и Форментеру. В записи также принимали участие несколько приглашённых музыкантов, в том числе, и участвовавшие в создании предыдущего альбома. Islands занял 30-е место в чартах Великобритании и 76-е место в чартах США, но был весьма неоднозначно воспринят критиками, в частности, журнала Rolling Stone. Известный музыкальный критик Брюс Эдер, отдавая должное виртуозности музыкантов, тем не менее назвал его худшим из четырёх первых дисков King Crimson. Он также отметил на этом альбоме влияние музыкальных идей раннего King Crimson и Giles, Giles and Fripp. Мартин Стронг назвал Islands третим из четырёх альбомов, выпущенных с 1970 по 1973 год, в которых King Crimson переместились на территорию авангардного джаза.
После турне по Соединённым Штатам в декабре 1971 года Фрипп сообщил Синфилду, что больше не может с ним работать, и попросил его покинуть группу. В январе 1972 года оставшиеся участники группы поссорились на репетициях, отчасти из-за отказа Фриппа сыграть композицию Коллинза. Позже он назвал это «контролем качества», полагая, что King Crimson будут исполнять «правильную» музыку.
Чтобы выполнить гастрольные контракты по США в 1972 году, King Crimson реформировались с намерением расформироваться сразу после тура. Записи с различных концертов в Северной Америке в период с января по февраль 1972 года были выпущены как концертный альбом Earthbound в июне того же года. Он отличался своим музыкальным стилем, который иногда склонялся к фанку, но подвергся критике за очень низкое качество звука. Более качественные концертные записи этого периода были выпущены как Ladies of the Road (2002) и виде в бокс-сета Sailors’ Tales (2017). Во время концертного тура отношения между участниками группы улучшились и большая часть из них решила продолжить работу, однако Фрипп решил реорганизовать King Crimson с новыми музыкантами и новым музыкальным направлением.

### Larks’ Tongues in Aspic,Starless and Bible Black,Red(1973—1974)
Новое воплощение King Crimson радикально отличалось от предыдущих. Фрипп пригласил в группу четырёх новых музыкантов, которыми стали свободно импровизирующий перкуссионист Джеми Мюир, барабанщик Билл Бруфорд, покинувший группу Yes, находившуюся тогда на пике своей карьеры в пользу менее благополучных King Crimson, басист и вокалист Джон Уэттон (перешедший из Family) и скрипач, клавишник и флейтист Дэвид Кросс. Большинство новых музыкальных композиций были результатом сотрудничества Фриппа и Уэттона, каждый из которых сочинял фрагменты независимо и соединял те, которые они считали совместимыми. После ухода Синфилда группа наняла друга Уэттона Ричарда Палмер-Джеймса (из оригинального состава Supertramp) в качестве своего нового автора текстов. В отличие от Синфилда, Палмер-Джеймс не был официальным участником King Crimson и не играл никакой роли в художественных решениях, визуальных идеях или звуковых направлениях, его единственным вкладом были тексты песен, которые он отправлял по почте из его дома в Германии. После периода репетиций King Crimson возобновили концертный тур 13 октября 1972 года в клубе Zoom во Франкфурте и вновь привлекли внимание прессы.
В январе и феврале 1973 года King Crimson записали в Лондоне свой пятый альбом Larks’ Tongues in Aspic, который был выпущен в марте того же года. Новое звучание группы было проиллюстрировано заглавной композицией альбома, состоящей из двух частей. Это существенно отличалось от того, что King Crimson делали раньше. Инструментальные пьесы на этом альбоме подвержены сильному влиянию джаз-фьюжн, а некоторые части близки к хеви-метал. Яростный, «угловатый» характер альбома приписывается влиянию Белы Бартока. Пластинка продемонстрировала необычный подход Мьюра к ударным инструментам, который включал в себя самомодифицированную ударную установку, разнообразные гонги, воздушные шары, калимбу, ластру и цепи. На сцене Мьюир также использовал непредсказуемые, маниакальные движения, причудливую одежду и искусственные капсулы с кровью (иногда их сплёвывал или прикладывал к голове), став единственным примером такой театральной сценической деятельности за долгую историю группы. Альбом Larks’ Tongues in Aspic достиг 20-го места в Великобритании и 61-го места в США. Концертные записи того периода позже были изданы на дисках коллекционной серии — Live at Jacksonville (1998), The Beat Club (1999) и др. После периода гастролей в 1973 году Мьюир покинул группу и полностью оставил музыкальную индустрию.
В январе 1974 года оставшиеся участники группы собрались для того, чтобы выпустить шестой альбом, большую часть которого составили концертные записи, сделанные во время турне в конце 1973 года. Эти записи были тщательно отредактированы, чтобы звучать как студийные, кроме того, к ним были добавлены полностью записанные в студии «The Great Deceiver» и частично «The Night Watch».

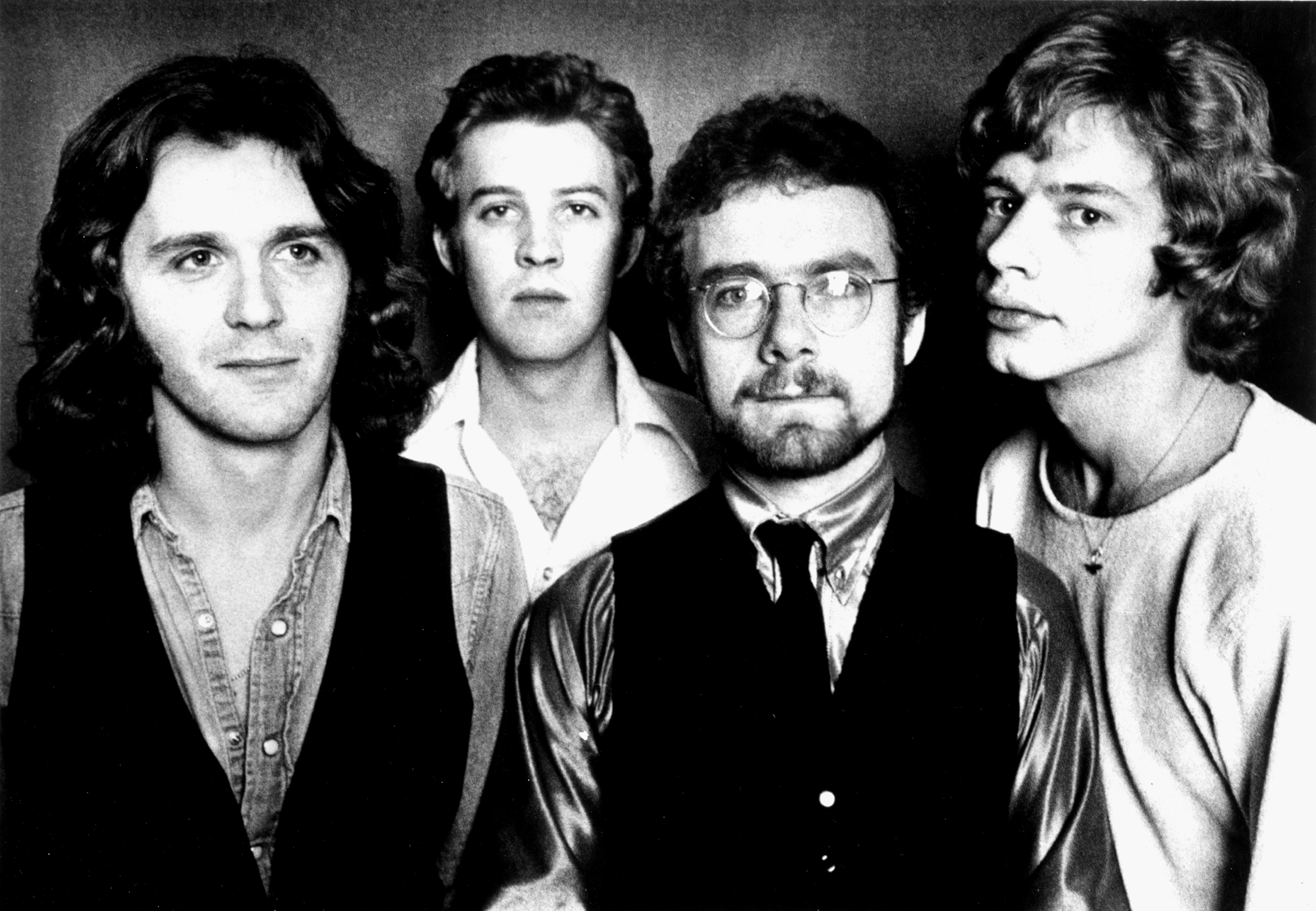
King Crimson в 1974 г. Слева направо: Уэттон, Кросс, Фрипп, Бруфорд.

Альбом, названный Starless and Bible Black, вышел в марте 1974 года и достиг 28-го места в Великобритании и 64-го места в США, а также получил положительную оценку журнала Rolling Stone. После выпуска этого альбома в группе снова начались разногласия, на этот раз из-за концертных выступлений. В музыкальном плане Фрипп оказался между Бруфордом и Уэттоном, которые играли с большой силой и громкостью, и Кроссом, чья усиленная акустическая скрипка постоянно заглушалась ритм-секцией, вынуждая его больше сосредоточиться на использовании меллотрона и электрического пианино. Все более разочарованный, Кросс начал отстраняться от других участников группы как в музыкальном, так и в личном плане, в результате чего он был исключён из группы после концертного тура по Европе и Америке в 1974 году. Часть этих концертных записей увидела свет в альбоме USA (1975).
В июле 1974 года Фрипп, Бруфорд и Уэттон начали записывать седьмой студийный альбом — Red. Большая часть альбома была разработана в ходе живых импровизации, прежде чем Фрипп ушёл в себя и предоставил Бруфорду и Уэттону руководить сессиями записи. В альбом вошёл один концертный трек «Providence», записанный 30 июня 1974 года с Кроссом, играющим на скрипке. Несколько приглашённых музыкантов (в том числе бывшие участники группы Иэн Макдональд и Мел Коллинз) внесли свой вклад в работу над альбомом Выпущенный 6 октября 1974 года, Red занял 45-е место в Великобритании и 66-е место в США. По словам музыкального критика Брюса Эдера (Bruce Eder), на этом альбоме «корнет Чарига получил едва ли не лучшую демонстрацию, которую он когда-либо имел в альбомах King Crimson, и немногие группы могли бы вместе получить такой же хороший альбом, как "Red". Тот факт, что он был создан группой в состоянии агонии, делает это достижение ещё более впечатляющим. "Red" улучшил некоторые аспекты предыдущего альбома, в том числе композицию "Starless", двоюродного брата заглавного трека предыдущего альбома, и только более низкое качество вокальных композиций не позволяет рекомендовать его так настоятельно, как двух его предшественников».
За два месяца до выпуска Red будущее King Crimson выглядело достаточно светлым (с обсуждением возможности возвращения в группу Иэна Макдональда). Однако Фрипп не хотел гастролировать, поскольку чувствовал все большее разочарование в группе и музыкальной индустрии. Несмотря на концертный тур в США, на котором Фрипп выразил желание распустить группу, она официально не распалась до 25 сентября 1974 года, но позже Фрипп объявил, что King Crimson «прекратили своё существование во веки веков» («completely over for ever and ever»).

### «Волновой» период (1981—1984)
После распада King Crimson в 1974 году Роберт Фрипп посвятил несколько лет духовным практикам, а затем начал постепенно возвращаться к музыке, играя на гитаре у Дэвида Боуи, Питера Гэбриэла и Дэрила Холла, занимаясь экспериментальной сольной карьерой, возглавляя инструментальную группу новой волны The League of Gentlemen. Поздней осенью 1980 года он решил сформировать новую рок-группу «первого дивизиона», но не собирался превращать её в King Crimson. Наняв Билла Бруфорда в качестве барабанщика, Фрипп предложил присоединиться к нему певца и гитариста Адриана Белью, гастролировавшего в то время с группой Talking Heads. На роль басиста был приглашён Тони Левин, известный и опытный сессионный музыкант.
Фрипп назвал новый квартет Discipline, он дебютировал 30 апреля 1981 года в клубе Moles Club в Бате, после чего предприняли короткий тур при поддержке Lounge Lizards. К октябрю 1981 года группа решила сменить название на King Crimson.

Одна из версий обложки альбома Discipline.

В сентябре 1981 года группа выпустил альбом Discipline, который имел звучание, абсолютно отличное от произведений King Crimson 70-х годов. Он представил совершенно другую версию группы с новыми влияниями, включая пост-панк, новую волну, фанк, минимализм, пуантилизм, мировую музыку и африканскую перкуссию. Со звуком, описанным в The Rolling Stone Album Guide как «потрясающая техника узловатых ритмичных, гармонически требовательных тренировок». Фрипп сосредоточился на игре сложных арпеджио, в то время как Белью предоставил арсенал гитарных звуков, которые «часто имитируют звуки животных». Помимо бас-гитары, Левин использовал стик Чепмена, десятиструнную двуручную тэппинговую гитару и бас, на котором он играл в «совершенно оригинальном стиле». Бруфорд экспериментировал с акустическими установками без тарелок и электронной ударной установкой Simmons SDS-V. Песни группы были короче по сравнению с предыдущими альбомами King Crimson и во многом определялись поп-чувством Белью и необычным подходом к написанию текстов. Discipline достиг 41-го места в Великобритании и 45-го места в США.
В июне 1982 группа выпустила альбом Beat, записанный тем же составом группы и приблизительно в том же музыкальном направлении, что и предыдущий. Основная тема этой работы связана с бит-поколением в американской литературе, некоторые сочинения «разбитых» авторов прямо перекликаются с названиями песен («Neal and Jack and Me», «Heartbeat», «The Howler», «Waiting Man»), диск содержит темы жизни в дороге, экзистенциальной тоски и романтизма. При записи альбома использовалась так называемая фриппертроника — гитарная техника, изобретённая Брайаном Ино и Робертом Фриппом с использованием системы ленточной петли.
В марте 1984 года вышел третий и заключительный альбом «волновой трилогии», названный Three of a Perfect Pair. Во время работы над диском участники группы испытывали большой стресс и отношения между ними были весьма напряжёнными, поэтому, по словам музыкальных критиков, музыкальный материал получился «нервным». Three of a Perfect Pair состоит из двух различных частей. Первая (названная «левой стороной») содержит четыре песни группы, наиболее близкие к жанру поп-музыки и одну инструментальную композицию. Вторая часть (названная «правой стороной») составлена из экспериментальных работ, импровизаций под влиянием индустриальной музыки, а также содержит третью часть серии композиций «Larks’ Tongues in Aspic». Запись смогла подняться на 30-е место в Великобритании и 58-е место в США, а композиции «Three of a Perfect Pair» и «Sleepless» были выпущены как синглы. В том же году была выпущена видеокассета с концертном Three of a Perfect Pair: Live in Japan. Последний концерт тура в поддержку этого альбома прошёл в Монреале (Канада) 11 июля 1984 года, он был записан и выпущен в 1998 году под названием Absent Lovers: Live in Montreal. После этого Фрипп снова распустил группу.

### Vrooom,THRAK, The ProjeKcts (1994—1999)
В июне 1993 года Фрипп решил возродить King Crimson в новом формате, с большим количество участников. В состав нового коллектива вошли старые участники Белью и Левин (бас-гитара, стик Чепмена), а также новые участники Трей Ганн (гитара Уорра) и Пэт Мастелотто (ударные). Кроме того, в группу вернулся Бруфорд, и таким образом в группе оказалось два ударника. Фрипп объяснил, что однажды днём 1992 года у него было видение «двойного трио» с двумя барабанщиками. Позже Бруфорд сказал, что он уговорил Фриппа принять его в группу в последнюю минуту и что Фрипп придумал объяснение использованию двух ударников позже. После репетиций в Вудстоке в октябре 1994 года группа выпустила мини-LP VROOOM. Он раскрыл новое звучание King Crimson, в котором сочетались стили 1970-х и 1980-х годов, а также присутствовало смутное влияние индустриальной музыки того времени. Как и в предыдущих составах, были использованы новые технологии. В сентябре 1994 года King Crimson дали серию концертов в поддержку альбома VROOOM в Буэнос-Айресе, части этих концертов были выпущены на двойном компакт-диске B’Boom: Live in Argentina в 1995 году.
В октябре и декабре 1994 года King Crimson записали свой одиннадцатый студийный диск, который назывался THRAK. Состоящий в основном из переработанных версий треков из VROOOM, а также добавленных новых треков, этот альбом был описан журналом Q как имеющий «роковые структуры с запахом джаза, характеризующиеся шумной, угловатой, изысканной гитарной игрой». King Crimson возобновили гастроли в 1995 и 1996 годах, некоторые концерты были записаны и выпущены в очередном концертнике THRaKaTTaK в мае 1996 года. Более традиционная концертная запись того периода позже была выпущена на двойном компакт-диске Vrooom Vrooom (2001), а полный концерт 1995 года был выпущен на VHS в 1996 году как Live in Japan и переиздан на DVD в 1999 году как Déjà Vrooom. Двойное трио будет отмечено бокс-сетом THRAK (1994—1997) в 2015 году.
Фрипп был недоволен качеством новой музыки, разрабатываемой группой. Длительные трения и разногласия между ним и Бруфордом привели к тому, что последний решил навсегда покинуть King Crimson. Возникшая в результате плохая атмосфера и отсутствие написанного материала почти полностью разрушили группу. В результате шестеро участников решили работать в четырёх меньших коллективах (или «фрактализациях», как их называл Фрипп), известных как ProjeKcts: ProjeKct One, ProjeKct Two, ProjeKct Three, ProjeKct Four и ProjeKct X, а позднее — ProjeKct Five и ProjeKct Six. Это позволило продолжить разработку идей и поиск нового направления без трудностей, связанных со сбором всех шести музыкантов одновременно. С 1997 по 1999 год первые четыре ProjeKct выступали вживую в США и Великобритании и выпустили записи, демонстрирующие высокую степень свободной импровизации с влиянием джаза, индастриала, техно и драм-н-бейса. Музыкальный критик Джей Ди Консидайн охарактеризовал их как «часто потрясающие», но лишённые мелодичности. После того, как Бруфорд отыграл четыре концерта с ProjeKct One в декабре 1997 года, он покинул King Crimson, чтобы возобновить работу со своей собственной джазовой группой Earthworks.

### The ConstruKction of Light,The Power to Believe(1999—2012)

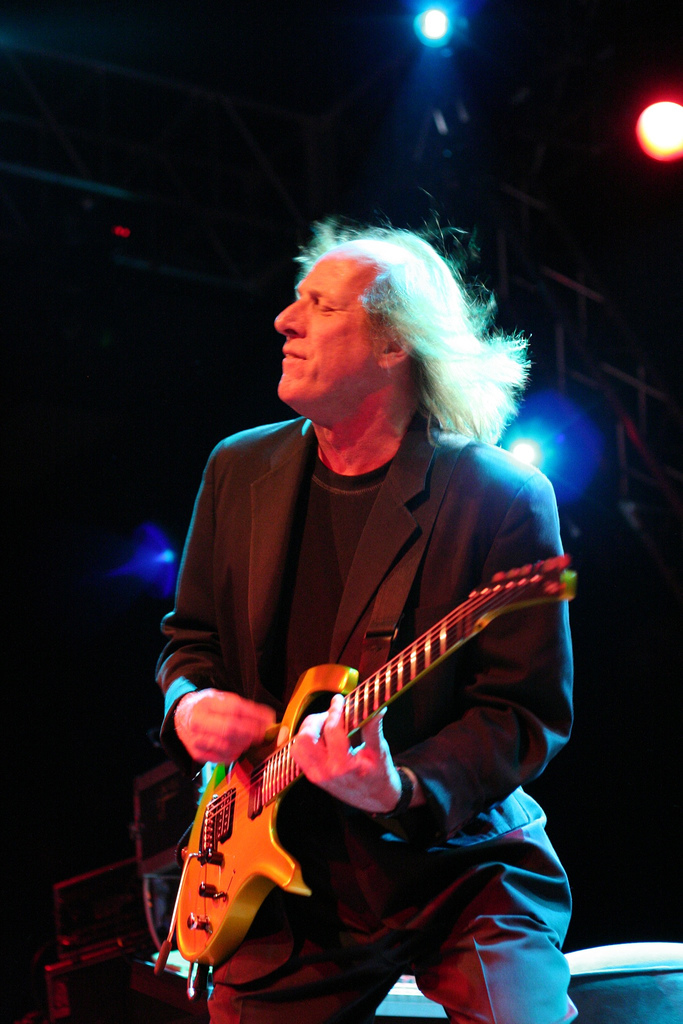
Эдриан Белью, 2006 год

В октябре 1999 года King Crimson собрались в составе четырёх человек: Фрипп, Белью, Ганн и Мастелотто («двойной дуэт»). В этом составе они выпустили двенадцатый студийник группы, названный The ConstruKction of Light. Выпущенный в мае 2000 года, альбом достиг 129-й строчки в Великобритании, но получил негативную оценку музыкальных критиков из-за отсутствия новых идей. Большинство произведений имели металлическое, резкое и «индустриальное» звучание. За исключением индустриального блюза (исполняемого Белью через преобразователь голоса под псевдонимом Хутер Дж. Джонсон), все композиции были плотными и сложными. Пластинка содержит четвёртую часть «Larks’ Tongues in Aspic».
В то же время группа записала альбом импровизированных инструментальных композиций и выпустила их под псевдонимом ProjeKct X на компакт-диске Heaven and Earth. King Crimson гастролировали в поддержку обоих альбомов, ряд выступлений тура был записан. Этот материал был использован в концертнике Heavy ConstruKction в 2000 году и бокс-сете Heaven & Earth (1997—2008) в 2019 году.
9 ноября 2001 года King Crimson выпустили ограниченный тираж расширенного концертного спектакля под названием Level Five, в который вошли три новые пьесы: «Dangerous Curves», «Level Five» и «Virtuous Circle», а также версии «The Construction of Light» и «The Deception of the Thrush» группы ProjeKct, за которым после минуты молчания последовал скрытый трек под названием «ProjeKct 12th and X». В октябре 2002 года группа выпустила EP под названием Happy with What You Have to Be Happy With. В него вошли одиннадцать треков (включая концертную версию «Larks’ Tongues in Aspic, Part IV»). Половина треков была обработана вокальными фрагментами Белью.
В марте 2003 года группа выпустила свой тринадцатый студийный лонгплей The Power to Believe. На диске были представлены переработанные и переименованные версии «Deception of the Thrush» («The Power to Believe III»); треки с двух предыдущих EP. Он достиг 162-го места в Великобритании и 150-го места в США. King Crimson гастролировали в 2003 году в поддержку The Power to Believe; записи с этого турне были использованы для концертного альбома EleKtrik: Live in Japan. В 2003 году также был выпущен DVD Eyes Wide Open, сборник шоу группы Live at the Shepherds Bush Empire (Лондон, 3 июля 2000 года) и Live in Japan (Токио, 16 апреля 2003 года).
В ноябре 2003 года группу покинул Трей Ганн, решивший заняться сольными проектами, и его заменил вернувшийся Тони Левин. Группа вновь собралась для репетиций в начале 2004 года, но из этих сессий ничего не вышло. Они взяли очередной перерыв. В этот момент Фрипп публично переоценивал своё желание работать в музыкальной индустрии, часто ссылаясь на неприятные аспекты жизни гастролирующего музыканта, такие как «иллюзия близости со знаменитостями».

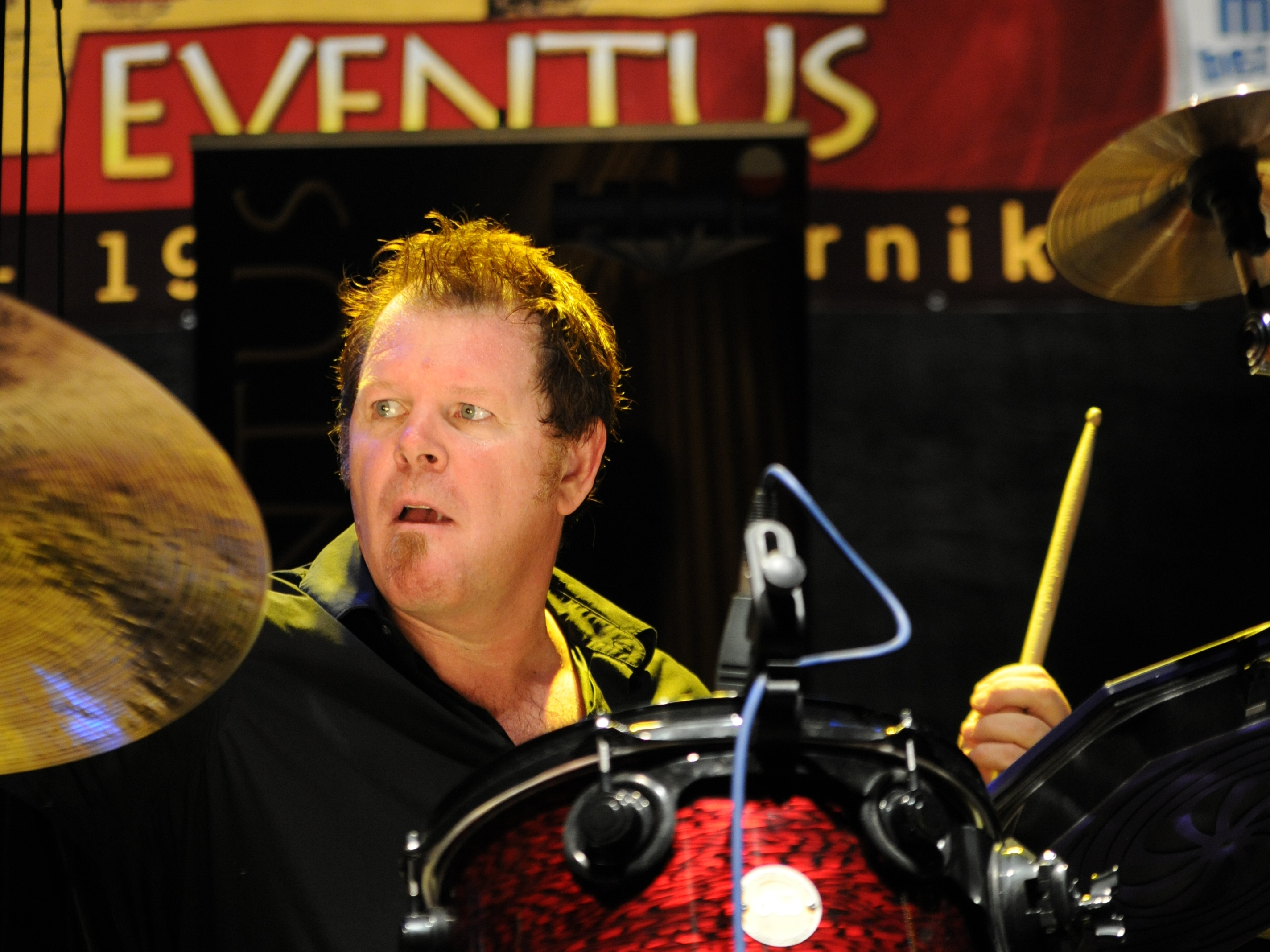
Пэт Мастелотто, 2008 год

В 2007 году был объявлен новый состав King Crimson: Фрипп, Белью, Левин, Мастелотто и новый второй барабанщик Гэвин Харрисон.
В августе 2008 года, после периода репетиций, группа завершила тур по случаю своего 40-летия. На концертах не было нового материала, вместо этого исполнялись песни из репертуара эпохи середины 70-х и более поздние. В 2009 году King Crimson Project выступил на фестивале «Сотворение мира» в Казани.
После этого тура в деятельности группы начался очередной перерыв. В августе 2012 года Фрипп объявил о своём уходе из музыкальной индустрии, оставив будущее King Crimson неопределённым.

### 2010-е и 2020-е

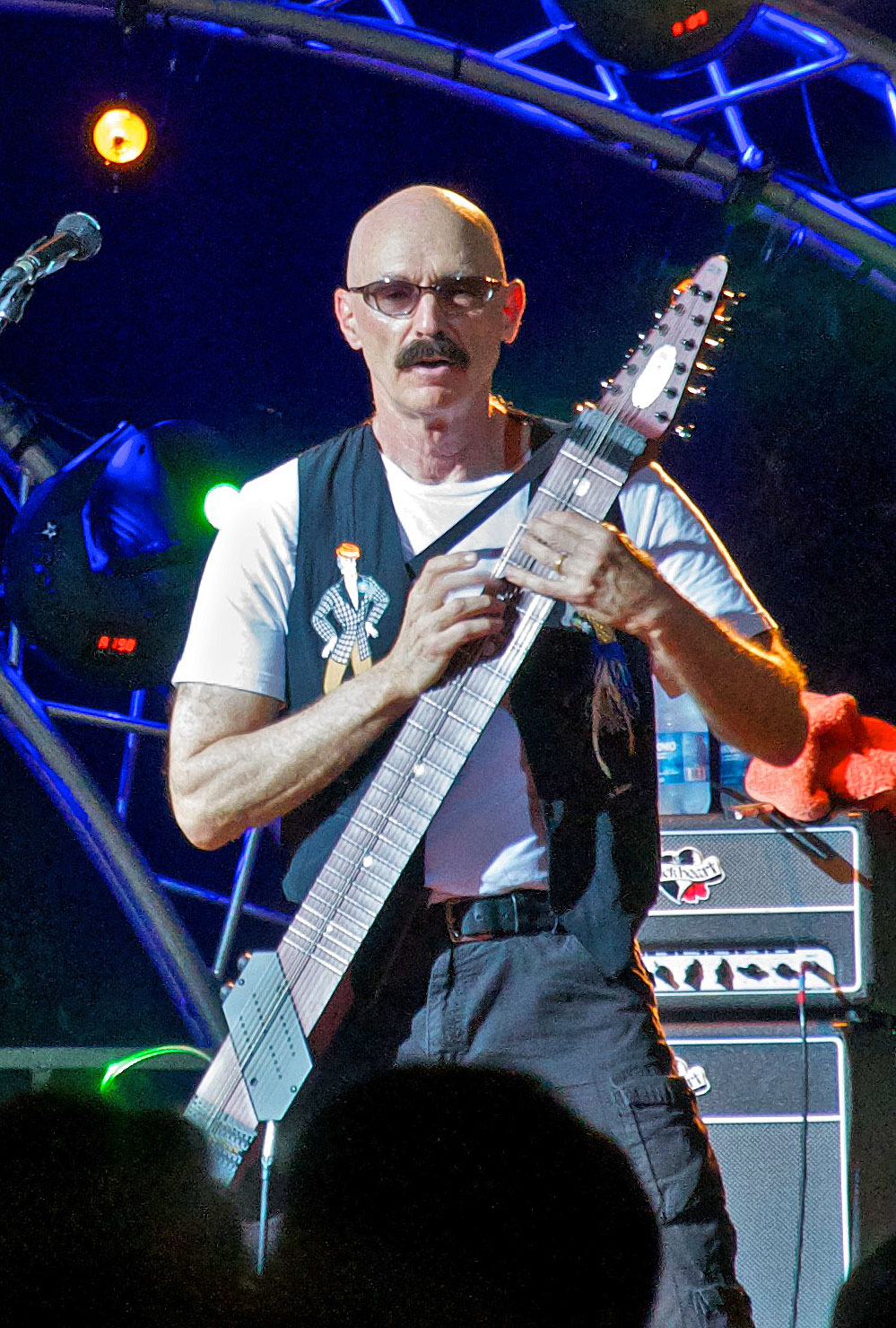
Тони Левин, 2010 год

В сентябре 2013 года появились сообщения о том, что Роберт Фрипп вновь возродил группу после четырёхлетнего перерыва. В 2016 году барабанщика Билла Рифлина заменил Джереми Стейси.
В сентябре 2016 года группа выпустила концертный бокс-сет Radical Action to Unseat the Hold of Monkey Mind, записанный в ходе тура 2015 года с материалом преимущественно 1969—1974 годов.
7 декабря 2016 года один из основателей King Crimson Грег Лейк умер от рака.
В начале января 2017 года Билл Рифлин вернулся из творческого отпуска, но при этом Джереми Стейси в группе остался. Таким образом, King Crimson стал октетом с четырьмя барабанщиками: Мастелотто, Харрисон, Рифлин и Стейси. При этом Рифлин и Стейси являются мультиинструменталистами, поэтому, по выражению Роберта Фриппа, «King Crimson будет производить намного больше шума, чем когда либо».
31 января 2017 года ещё один бывший член King Crimson Джон Уэттон умер от рака толстой кишки.
27 апреля того же года группа анонсировала новый концертный мини-альбом Heroes, получивший название в честь одноимённой песни Дэвида Боуи.
3 сентября 2017 года Фрипп объявил о том, что разногласия с Эдрианом Белью улажены и «дверь для воссоединения на будущее для него открыта».
13 октября 2017 года было объявлено, что Билл Рифлин не сможет присоединиться к «двойному квартету» (англ. Double Quartet) в осеннем туре 2017 года по США. Его заменил Крис Гибсон из Сиэтла, которого Билл подготавливал к предстоящим выступлениям.
22 ноября 2017 года King Crimson объявили гастрольный тур Uncertain Times tour, который продлился 33 дня и прошёл в Великобритании и Европе в течение 2018 года (с 13 июня по 16 ноября). Коллектив посетил Польшу, Германию, Австрию, Чехию, Швецию, Норвегию, Нидерланды, Италию, Соединённое Королевство и Францию.

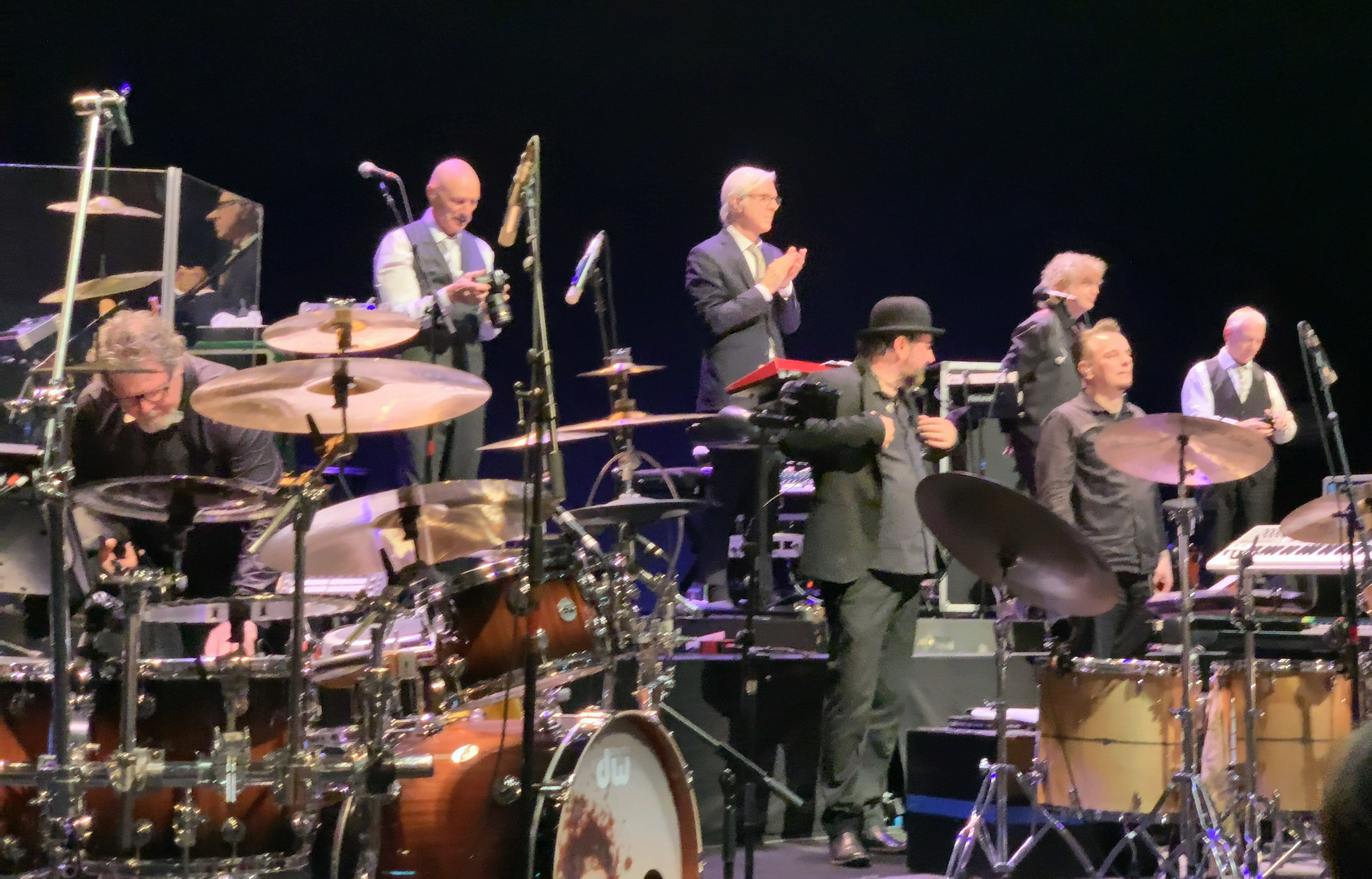
Концерт в Японии, 2018 год

6 апреля 2019 года на пресс-конференции было объявлено, что Рифлин сделает ещё один перерыв от King Crimson, чтобы заняться семейными делами. Его место за клавишными в туре, приуроченному к 50-летию группы займёт Тео Трэвис, более известный как джазовый саксофонист, участник Soft Machine и сотрудничавший ранее с Робертом Фриппом в дуэте. Однако вскоре группа решила провести тур 2019 полностью в виде септета. Партии Рифлина были разделены между другими участниками группы: Джекзик и Коллинз добавили клавишные к своим сценическим инструментам, а Левин снова стал играть на синтезаторе, который он использовал во время туров 1980-х.
11 июня 2019 года вся дискография King Crimson стала доступной на всех основных потоковых платформах в рамках празднования 50-летия группы.
24 марта 2020 года Билл Рифлин умер от рака, а 15 октября того же года умер от рака лёгких Гордон Хаскелл.
В 2021 году группа отправилась в турне по Северной Америке, а затем по Японии. Левин написал в своём блоге, что последняя японская дата была «заключительным концертом тура и, вполне возможно, последним концертом King Crimson». Это и комментарии Фриппа в социальных сетях незадолго до этого были истолкованы как то, что King Crimson, или, по крайней мере, этот состав, подошли к концу. Левин также говорил о «возможном последнем концерте King Crimson» в комментариях журналу Prog. Левин и Якшик ранее говорили, что тур по Северной Америке был, вероятно, последним для группы.
9 февраля 2022 года член-основатель King Crimson Иэн Макдональд умер от рака.
В марте 2022 года на кинофестивале SXSW состоялась премьера документального фильма «При дворе багрового короля». Фильм, снятый режиссёром Тоби Эймисом в период с 2019 по 2021 год, рассказывал о концертной и закулисной деятельности группы в то время, но также содержал исторический обзор и выступления Иэна Макдональда, Майкла Джайлза, Билла Бруфорда, Эдриана Белью и Трея Ганна (а также продолжительные интервью с покойным Биллом Рифлином). Эймис описал создание фильма следующим образом: «То, что начиналось как традиционный документальный фильм о легендарной группе King Crimson, которой исполнилось пятьдесят лет, превратилось в исследование времени, смерти, семьи и трансцендентной силы музыки, способной изменить жизнь; но с шутками». На послепросмотровой сессии вопросов и ответов к фильму «При дворе Малинового короля» Фрипп назвал состав King Crimson из семи человек 2021 года «последней инкарнацией» группы. На вопрос, может ли когда-нибудь появиться состав, в котором не будет его самого, он ответил: «Нет! Почему? Потому что я вижу целое. Я вижу музыку. Я вижу музыкантов. Я вижу аудиторию, я вижу музыкальную индустрию… и вы должны взаимодействовать со всем этим, чтобы иметь общее представление».
По состоянию на 2022 год, за исключением архивных/кураторских вопросов, King Crimson полностью прекратили свою деятельность, не имея никаких планов на будущее. Левин сказал в интервью конца 2022 года, что «ощущение, которое я получил от Роберта [Фриппа], было таким, что всё кончено.
Может быть, King Crimson как-то заговорит с ним в будущем и возродится с неизвестно каким составом?»

## Состав

### Последний состав
- Роберт Фрипп — гитара, электро-пианино, меллотрон, клавишные (1968—1974, 1981—1984, 1994—2004, 2007—2009, 2013—2021)
- Мэл Коллинз — саксофон, флейта, бас-флейта, меллотрон, бэк-вокал (1970—1972, 2013—2021, приглашённый в 1970 и 1974)
- Тони Левин — бас-гитара, стик, контрабас, синтезатор, бэк-вокал (1981—1984, 1994—1999, 2003—2004, 2007—2009, 2013—2021)
- Пэт Мастелотто — акустические и электронные барабаны и перкуссия (1994—2004, 2007—2009, 2013—2021)
- Гэвин Харрисон — барабаны (2007—2009, 2013—2021)
- Якко Якшик — гитара, ведущий вокал, флейта, клавишные (2013—2021), клавишные (2019—2021)
- Джереми Стейси[англ.] — барабаны, клавишные, бэк-вокал[157] (2016—2021)

### Бывшие участники
- Питер Синфилд — тексты песен, синтезатор (1968—1972; умер в 2024)
- Грег Лейк — бас-гитара, ведущий вокал (1968—1970; умер в 2016)
- Майкл Джайлз — барабаны, вокал (1968—1969, приглашённый в 1970)
- Иэн Макдональд — саксофон, флейта, меллотрон, вибрафон, вокал (1968—1969, приглашённый в 1974; умер в 2022)
- Гордон Хаскелл — бас-гитара, ведущий вокал (1970, приглашённый в 1970, умер в 2020)
- Энди Маккаллох — барабаны (1970)
- Иэн Уоллес — барабаны, перкуссия, вокал (1971—1972; умер в 2007)
- Боз Баррел — бас-гитара, ведущий вокал (1971—1972; умер в 2006)
- Билл Бруфорд — акустические и электронные барабаны и перкуссия (1972—1974, 1981—1984, 1994—1997)
- Джон Уэттон — бас-гитара, ведущий вокал, пианино (1972—1974; умер в 2017)
- Дэвид Кросс — скрипка, флейта, меллотрон, электро-пианино, клавишные (1972—1974)
- Джейми Мьюир — перкуссия (1972—1973; умер в 2025)
- Эдриан Белью — гитара, ведущий вокал, электро-перкуссия (1981—1984, 1994—2004, 2007—2009; Последнее выступление с группой состоялось в 2009 году, «покинул» коллектив с 2013 по 2017, по состоянию на лето 2017 года является «девятым бездействующим» участником)
- Трей Ганн — гитара Уорра, стик, баритон-гитара, эшбори-бас, бэк-вокал (1994—2003)
- Билл Рифлин — клавишные, синтезатор (2013—2018), меллотрон (2016—2018), барабаны, перкуссия (2013—2016; умер в 2020) (неактив осень-зима 2016, конец 2017, 2019—2020,)

### Бывшие концертные участники
- Кит Типпетт — фортепиано, клавишные (1970; умер в 2020)
- Питер Джайлз — бас-гитара (1970)
- Крис Гибсон — клавишные, синтезатор, меллотрон (заменял Билла Рифлина, Октябрь—Ноябрь 2017)
- Тео Трэвис — клавишные, синтезаторы, меллотрон (2019)

## Дискография
Студийные альбомы
- In the Court of the Crimson King (1969)
- In the Wake of Poseidon (1970)
- Lizard (1970)
- Islands (1971)
- Larks’ Tongues in Aspic (1973)
- Starless and Bible Black (1974)
- Red (1974)
- Discipline (1981)
- Beat (1982)
- Three of a Perfect Pair (1984)
- THRAK (1995)
- The ConstruKction of Light (2000)
- The Power to Believe (2003)